# 印度穿山甲
印度穿山甲（學名：Manis crassicaudata），是穿山甲科穿山甲屬的一個物種。主要分布於孟加拉国、印度、尼泊尔、巴基斯坦、斯里兰卡和中国。

## 形態
印度穿山甲跟一般穿山甲同樣，身上遍佈大型的覆蓋鱗片，充當護身的甲冑。牠亦可以把身體蜷曲成球狀以自衛，防止受大型肉食性動物（如老虎）的侵襲。

## 習性
印度穿山甲是食蟲動物，其主要食糧是螞蟻和白蟻。牠會利用強壯的長型前肢及爪子挖掘泥土，以趕出蟲蟻。平時棲息於洞穴裡，另一方面亦懂得攀樹。據研究分析，印度穿山甲對周邊的事物存在有一定程度的好奇心。
印度穿山甲據稱有藥用價值，亦會因此而遭捕殺。